# Lista państw utrzymujących stosunki dyplomatyczne z San Marino
Lista państw utrzymujących stosunki dyplomatyczne z San Marino.

## Ambasady
W San Marino funkcjonują trzy ambasady.
| - Watykan - Włochy - Zakon Maltański |

## Konsulaty generalne
- Austria
- Bułgaria
- Chorwacja
- Francja
- Japonia
- Meksyk
- Monako
- Rumunia

## Akredytowani konsulowie generalni
- Belgia (Mediolan)
- Czechy (Mediolan)
- Dania (Florencja)
- Grecja (Mediolan)
- Honduras (Rzym)
- Kolumbia (Mediolan)
- Łotwa (Florencja)
- Niemcy (Mediolan)
- Portugalia (Bolonia)
- Stany Zjednoczone (Florencja)
- Turcja (Mediolan)
- Wielka Brytania (Florencja)

## Państwa, które utrzymują stosunki dyplomatyczne, ale nie mają ambasady
(zazwyczaj Ambasador we Włoszech z siedzibą w Rzymie ma kompetencje w San Marino)
- Albania
- Algieria
- Andora (Andorra la Vella)
- Arabia Saudyjska
- Argentyna
- Armenia
- Australia
- Austria
- Azerbejdżan
- Belgia
- Brazylia
- Bułgaria
- Chile
- Chiny
- Chorwacja
- Cypr
- Czarnogóra
- Czechy
- Dania
- Egipt
- Filipiny
- Finlandia
- Francja
- Grecja
- Gruzja
- Hiszpania
- Holandia
- Honduras
- Indie
- Indonezja
- Irlandia
- Islandia (Bruksela)
- Izrael
- Japonia
- Jemen
- Jordania
- Kanada
- Katar
- Kuwejt
- Kolumbia
- Korea Południowa
- Korea Północna
- Kuba
- Lesotho
- Liban
- Libia
- Litwa
- Luksemburg
- Łotwa
- Malezja
- Malta
- Maroko
- Malezja
- Monako
- Meksyk
- Niemcy
- Norwegia
- Nikaragua
- Nowa Zelandia
- Pakistan
- Panama
- Peru
- Polska
- Portugalia
- Południowa Afryka
- Rosja
- Rumunia
- Serbia
- Słowacja
- Słowenia
- Stany Zjednoczone
- Szwajcaria
- Szwecja
- Tajlandia
- Tunezja
- Turcja
- Ukraina
- Urugwaj
- Węgry
- Wielka Brytania
- Wietnam
- Zjednoczone Emiraty Arabskie